# Arthur Kill
L'Arthur Kill (del neerlandès kille, que significa curs d'aigua) és un estret marí que separa Staten Island (un dels cinc boroughs de New York) de les costes del Nova Jersey. En el transcurs de la història, l'Arthur Kill, també ha estat anomenat Staten Island Sound ("estret de Staten Island"). El nom Arthur Kill és una anglicització de l'holandès achter kill que significa canal posterior, que es referiria a la seva ubicació “darrere” de Staten Island i té les seves arrels a principis del segle XVII durant l'era colonial holandesa quan la regió formava part de Nova Holanda.
L'Arthur Kill aproximadament 16 quilòmetres de llarg, i connecta la Newark Bay amb la Raritan Bay.